# 上田章
上田 章（うえだ あきら、1926年（大正15年）5月5日 - 2014年（平成26年）3月10日）は、元衆議院法制局長。弁護士。位階は従三位。京都市出身。

## 略歴
- 1943年（昭和18年）3月 京都府立京都第一中学校卒業
- 1945年（昭和20年）3月 第三高等学校卒業
- 1948年（昭和23年） 東京大学法学部卒業
- 1950年（昭和25年） 司法試験第二次試験合格
- 1957年（昭和32年）5月20日 衆議院法制局第二部第二課長
- 1962年（昭和37年）7月1日 衆議院法制局第三部第一課長
- 1969年（昭和44年）4月1日 衆議院法制局第二部第一課長
- 1972年（昭和47年）7月15日 衆議院法制局第一部副部長
- 1973年（昭和48年）9月28日 衆議院法制局第五部長
- 1975年（昭和50年）9月9日 衆議院法制局第四部長
- 1976年（昭和51年）9月29日 衆議院法制局第三部長
- 1977年（昭和52年）2月1日 衆議院法制局第一部長
- 1981年（昭和56年）10月2日 衆議院法制次長
- 1983年（昭和58年）4月15日 衆議院法制局長
- 1989年（平成元年）6月22日 依願退職
- 1991年（平成3年）2月15日 弁護士登録（第二東京弁護士会所属）
- 1992年（平成4年）4月 白鷗大学法学部教授
- 1996年（平成8年）11月3日 勲二等旭日重光章受章
- 1997年（平成9年）3月 白鷗大学定年退職
- 2006年（平成18年）4月1日 弁護士登録取消し
- 2014年（平成26年）3月10日 叙従三位